# Franz Stampf
Franz Stampf (* 11. November 1899 in Rechnitz; † 29. September 1981 in Pinkafeld) war ein österreichischer Kaufmann und Politiker (SPÖ). Er war von 1950 bis 1953 Abgeordneter zum Burgenländischen Landtag.

## Leben
Franz Stampf wurde als Sohn des Tagelöhners Josef Stampf geboren und besuchte die Volksschule in Rechnitz. Nach einer Kaufmannslehre arbeitete Stampf als Kaufmann in Rechnitz. Er emigrierte 1921 nach Wiener Neustadt und trat dort der Sozialdemokratischen Arbeiterpartei bei. Nach seiner Rückkehr ins Burgenland übernahm Stampf die Leitung des Konsum Pinkafeld. Er war von 1939 bis 1945 in der deutschen Wehrmacht und arbeitete ab 1945 wieder an der Leitung und am Aufbau des Konsum Pinkafelds. Ab 1947 war Stampf als selbständiger Gemischtwarenhändler tätig.
Stampf war verheiratet.

## Politik
Stampfer war zwischen 1950 und 1955 Mitglied des Gremiums des Kleinhandels in der Burgenländischen Handelskammer und zehn Jahre lang Vizebürgermeister von Pinkafeld. Stampf vertrat die SPÖ vom 7. Februar 1950 bis zum 19. März 1953 im Landtag.